# Карл Гоманн
Карл Гоманн (нім. Karl Hohmann, 18 червня 1908, Дюссельдорф — 31 березня 1974, там само) — німецький футболіст, що грав на позиції півзахисника за клуби «Бенрат» та «Пірмазенс», а також національну збірну Німеччини. По завершенні ігрової кар'єри — тренер.
Володар Кубка Німеччини (як тренер). 

## Клубна кар'єра
У футболі дебютував 1926 року виступами за команду «Бенрат», в якій провів одинадцять сезонів. 
1937 року перейшов до клубу «Пірмазенс», за який відіграв 2 сезони. Завершив професійну кар'єру футболіста виступами за команду «Пірмазенс» у 1939 році.

## Виступи за збірну
1930 року дебютував в офіційних матчах у складі національної збірної Німеччини. Протягом кар'єри у національній команді, яка тривала 8 років, провів у її формі 26 матчів, забивши 20 голів.
У складі збірної був учасником чемпіонату світу 1934 року в Італії, де зіграв з Бельгією (5-2) і Швецією (2-1), а з Чехословаччиною (1-3) і в переможному матчі за третє місце з Австрією (3-2) не грав.
Учасник футбольного турніру на Олімпійських іграх 1936 року у Берліні.

## Кар'єра тренера
Розпочав тренерську кар'єру, повернувшись до футболу після тривалої перерви, 1949 року, очоливши тренерський штаб клубу «Рот Вайс» (Ессен). Досвід тренерської роботи обмежився цим клубом.
Помер 31 березня 1974 року на 66-му році життя від серцевої недостатності в лікарні Бенрата, одного з 50 районів Дюссельдорфа.

## Титули і досягнення

### Як гравця
- Бронзовий призер чемпіонату світу: 1934

### Як тренера
- Володар Кубка Німеччини (1):

«Рот Вайс» (Ессен): 1952-1953